# O Fondón (Lugo)
O Fondón es una entidad de población española actualmente despoblada, que forma parte de la parroquia de Fornelas, del municipio de Puebla del Brollón, en la provincia de Lugo, Galicia.